# 2015 у Тернопільській області
| Роки в Тернопільській області: ← · 2000 · 2001 · 2002 · 2003 · 2004 · 2005 · 2006 · 2007 · 2008 · 2009 · 2010 · 2011 · 2012 · 2013 · 2014 · 2015 · 2016 · 2017 · 2018 · 2019 · 2020 · 2021 · 2022 · 2023 · 2024 · 2025 Див. також: XIX століття · XX століття |

2015 рік у Тернопільській області:
- Рік Якова Гніздовського[1]

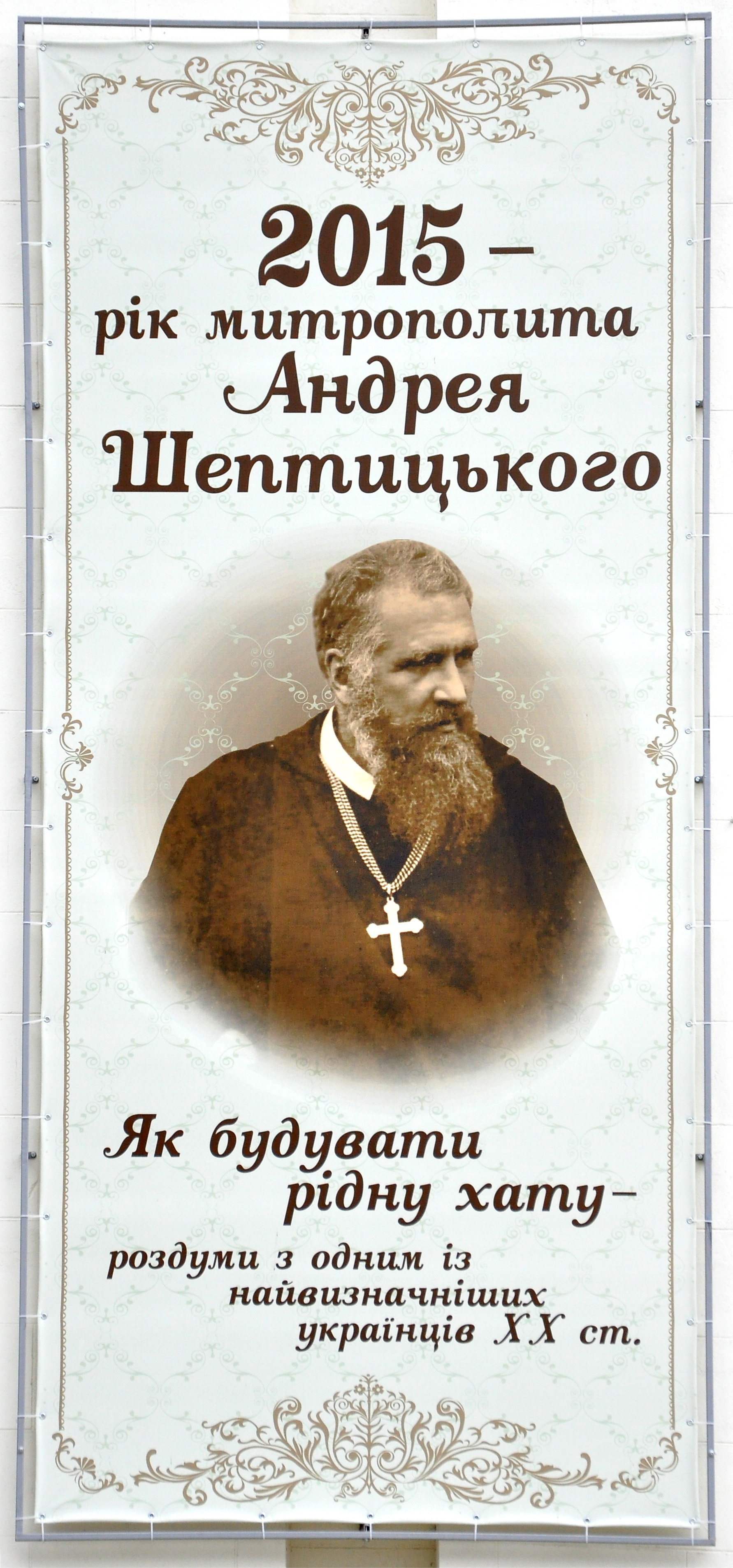
2015 — рік митрополита Андрея Шептицького

- Рік митрополита Української греко-католицької церкви Андрея Шептицького[2]
- Рік повстанської звитяги[3]

## Міста-ювіляри
- 755 років першій згадці про м. Бучач (1260)
- 675 років з часу заснування м. Заліщики (1340)
- 640 років з часу заснування м. Бережани (1375)
- 575 років з часу заснування смт Козова (1440)
- 565 років першій згадці про м. Почаїв (1450)
- 475 років з часу заснування м. Тернопіль (1540)

## Річниці

### Річниці заснування, утворення
- 775 років з часу явлення Чудотворної ікони Матері Божої у Зарваниці (1240)
- 775 років з часу заснування Почаївської Лаври (1240)
- 5 січня — 75 років тому (1940) відкрито Чортківське педагогічне училище імені Олександра Барвінського.
- 27 січня — 75 років тому (1940) засновано Тернопільську обласну бібліотеку для дітей.
- 8 лютого — 25 років тому (1990) було утворено природний заповідник «Медобори».
- 16 лютого — 35 років тому (1980) засновано Тернопільську обласну бібліотеку для молоді.
- 15 червня — 75 років тому (1940) відкрито Кременецьке медичне училище імені Арсена Річинського.
- 9 серпня — 210 років тому (1805) засновано Бережанська гімназія.
- 27 серпня — 20 років тому (1995) відкрито музей Богдана Лепкого у Бережанах.
- 1 вересня — 75 років тому (1940) засновано Теребовлянське вище училище культури.
- 20 вересня — 35 років тому (1980) відкрито Бережанський краєзнавчий музей.
- 20 вересня — 85 років тому (вересень-листопад 1930) відбулася пацифікація.
- 18 жовтня — 85 років тому засновано (1930) Тернопільський академічний обласний драматичний театр ім. Т. Г. Шевченка.

### Річниці від дня народження

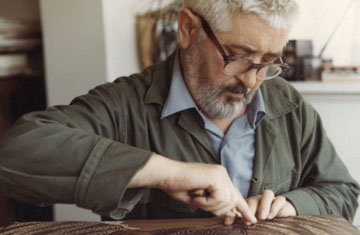
Яків Гніздовський. Різьба «Два барани», Нью-Йорк, 1969

- 1 січня — 165 років від дня народження українського поета, прозаїка та драматурга Лева Лотоцького (1850—1926).
- 12 січня — 85 років від дня народження культурно-освітнього діяча Юліяна Кройтора (1930).
- 14 січня — 100 років від дня народження українського актора, композитора та диригента, заслуженого артиста України Богдана Антківа (1915—1998).

- 27 січня — 100 років від дня народження українського графіка, живописця, кераміста і мистецтвознавця Якова Гніздовського (1915—1985).
- 2 лютого — 170 років від дня народження українського вченого-фізика, електротехніка, винахідника, громадського діяча Івана Пулюя (1845—1918).
- 2 лютого — 85 років від дня народження українського літературознавця, краєзнавця, фольклориста Володимира Хоми (1930—2005).
- 4 лютого — 130 років від дня народження українського психолога, педагога, філософа Степана Балея (1885—1952).
- 9 лютого — 135 років від дня народження українського вченого-історика, публіциста і громадського діяча Івана Джиджори (1880—1919).
- 20 лютого — 110 років від дня народження українського письменника Уласа Самчука (1905—1987).
- 21 лютого — 185 років від дня народження отця священика, педагога, папського прелата, проповідника Ісидора Дольницького (1830—1924).
- 25 лютого — 165 років від дня народження українського громадсько-політичного діяча, публіциста, письменника Володимира Барвінського (1850—1883).
- 5 березня — 155 років від дня народження українського громадсько-політичного діяча, адвоката, економіста, публіциста Євгена Олесницького (1860—1917).
- 9 березня — 135 років від дня народження українського мовознавця, педагога, перекладача, книговидавця Василя Сімовича (1880—1944).
- 17 березня — 130 років від дня народження українського письменника, журналіста, етнографа Франца Коковського (1885—1940).
- 31 березня — 80 років від дня народження українська письменниця, публіцист, громадська діячка Галини Гордасевич (1935—2001)
- 14 квітня — 95 років від дня народження української громадсько-політичної діячки, педагога, публіциста, редактора Ярослави Стецько (1920—2003).
- 18 квітня — 85 років від дня народження українського краєзнавця, спелеолога, педагога, громадського діяча Володимира Радзієвського (1930).
- травень 200 років від дня народження громадського-політичного діяча, письменника і публіциста, фундатора і мецената багатьох українських товариств і організацій Степана Качали (1815—1888).
- 6 травня — 80 років від дня народження українського актора, режисера Анатолія Бобровського (1935).
- 26 травня — 170 років від дня народження українського громадсько-політичного діяча, просвітителя, мецената Володислава Федоровича (1845—1917).
- 31 травня — 110 років від дня народження українського художника Андрія Наконечного (1905—1983).
- 1 серпня — 90 років від дня народження українського поета, перекладача, драматурга, публіциста, громадського діяча Петра Тимочка (1925—2005).
- 1 вересня — 75 років від дня народження українського художника, кераміка Зеновія Флінти (1935—1988).
- 8 вересня — 105 років від дня народження польського вченого-славіста Мар'яна Якубця (1910–?).
- 14 вересня — 100 років від дня народження українського священика, теолога, публіциста Миколи Шаварина (1915—2011).
- 15 вересня — 75 років від дня народження українського поета Василя Ярмуша (1940—1976).
- 1 жовтня — 145 років від дня народження українського письменника та етнографа Володимира Герасимовича (1870—1940).
- 2 жовтня — 150 років від дня народження українського композитора, диригента і музичного діяча Дениса Січинського (1865—1909).
- 8 жовтня — 110 років від дня народження поета, письменника Сергія Даушкова (1905—1991).
- 21 жовтня — 100 років від дня народження українського педагога, краєзнавця, фольклориста Анатолія Малевича (1915—1997).
- 22 жовтня — 90 років від дня народження українського театрознавця, фольклориста, етнографа, бібліографа, краєзнавця Петра Медведика (1925—2006).
- 24 жовтня — 160 років від дня народження польського вченого-літературознавця, етнографа Генрика Біґеляйзена (1855—1934).
- 20 листопада — 140 років від дня народження українського вченого в галузі природничих наук, педагога, громадського діяча Миколи Мельника (1875—1954).
- 1 грудня — 85 років від дня народження українського поета, краєзнавця, публіциста Григорія Радошівського (1930—2013).
- 31 грудня — 170 років від дня народження українського письменника, священика, громадсько-політичного діяча Сильвестра Лепкого (1845—1901).

## Події

### Січень
- 5 січня — зустріч голови Тернопільської обласної ради Василя Хомінця та виконувача обов'язків голови Тернопільської ОДА Івана Крисака із заступником міністра сільського господарства Автономної республіки Аджарія Ростом Шервашидзе[4].
- 20 січня — Тернопільська обласна виборча комісія прийняла постанову про визнання та реєстрацію чотирьох депутатів Тернопільської обласної ради обраними на позачергових виборах 15 березня 2009 року: Павло Вибираний, Євген Лис, Василь Кравець, Ярослав Карпик[5].
- 27 січня — в рамках відзначення «Року Якова Гніздовського» на стендах біля обласної ради розміщені репродукції його робіт, у краєзнавчому музеї відкрилася виставка, на якій представлено 37 оригінальних картин митця[6], відбулося клубне спецпогашення конверта[7], виготовленого краєзнавчим музеєм, а в Києві — погашення маркованого конверта, який випустила Укрпошта до 100-річчя Якова Гніздовського[8].
- 27 січня — четверте пленарне засідання 51 сесії Тернопільської обласної ради.
- 28 січня — депутати Тернопільської обласної ради прийняли бюджет області на 2015 рік[9].

### Лютий
- 10 лютого — шосте пленарне засідання 51 сесії Тернопільської обласної ради[10].
- 18 лютого — на могилі Устима Голоднюка у Збаражі відкрили та освятили пам'ятник[11].
- 26 лютого — енергетики повністю відключили від енергопостачання головну станцію Тернопільської філії Концерну радіомовлення, радіозв'язку та телебачення в Лозовій Тернопільського району, через що перестали працювати місцеві та загальнонаціональні канали в ефірі ні в аналоговому, ні в цифровому форматі, також не працює система екстреного оповіщення і зв'язок МВС та СБУ[12].

### Березень
- 10 березня — у храмі Різдва Пресвятої Богородиці з благословення Патріарха Київського і всієї Руси-України Філарета архієпископ Тернопільський, Кременецький та Бучацький Нестор нагородив 12 найактивніших волонтерів області медалями «За жертовність і любов до України»: Христина Феціца, Любов Вовк, Тарас Герман, Ольга Дячишин, Ольга Худа, Руслан Савончак, Юрій Кулик, Роман Саган, Сергій Чайковський, Роман Павлишин, Лілія Мусіхіна, Володимир Голоднюк[13].
- 24 березня — у Тернополі відкрили почесне консульство Республіки Вірменія[14].
- 25 березня у Кременці поховали військового журналіста, який загинув у зоні АТО Дмитра Лабуткіна[15].

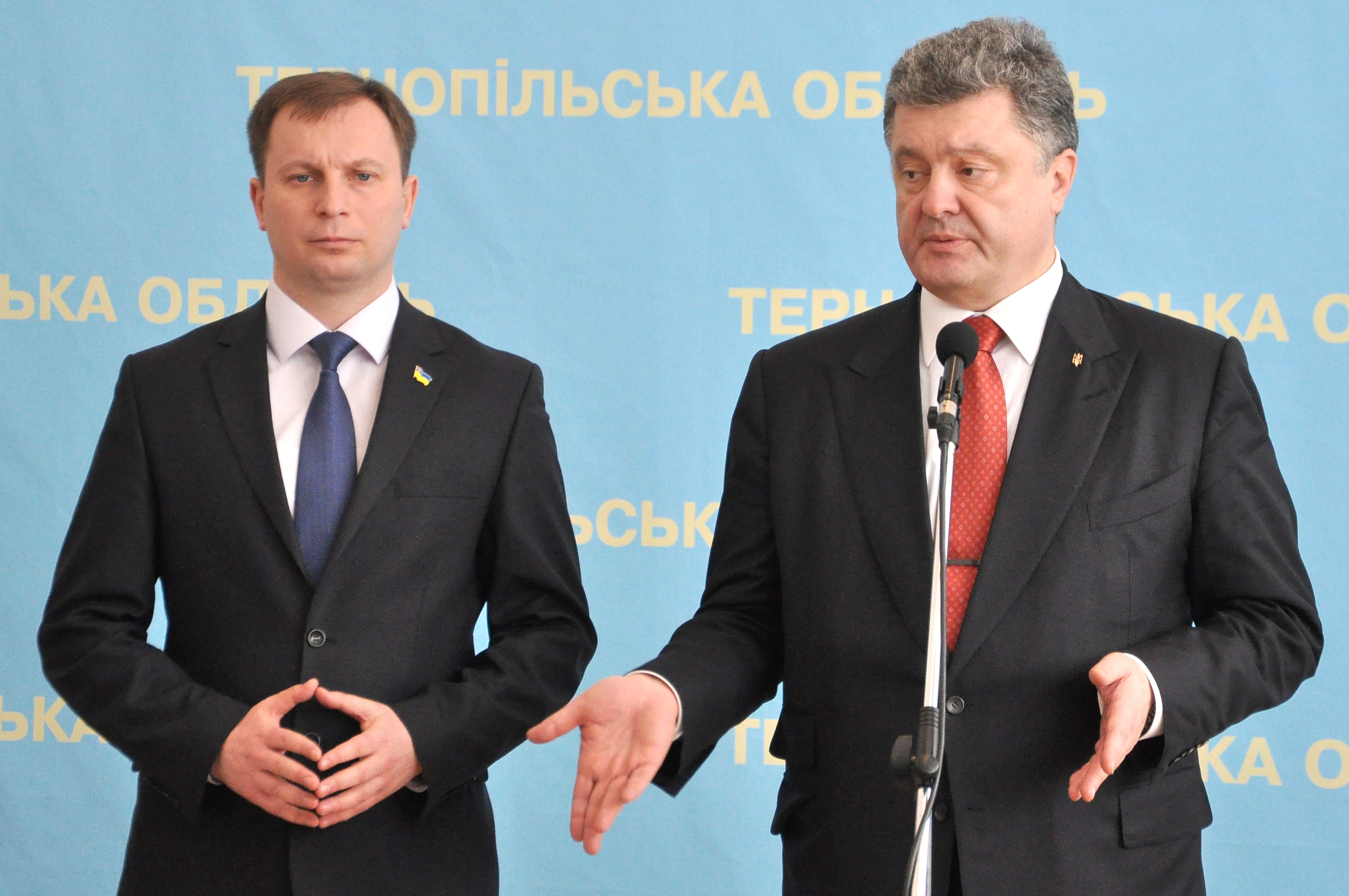
Петро Порошенко представляє нового голову Тернопільської ОДА Степана Барну

### Квітень
- 2 квітня — Президент України Петро Порошенко під час робочого візиту в Тернопіль представив нового голову Тернопільської ОДА Степана Барну[16].
- 5 квітня — понад 300 тонн продукції передали аграрії Тернопільської області українським військовим[17].
- 7 квітня — у Збаразькому замку в рамках відкриття виставки картин із сірників Мар'яна Вархоліка відбулася реєстрація національного рекорду України в категорії «Мистецтво» — «Найбільша барельєфна картина із сірників» який засвідчила представниця національного реєстру рекордів України Лана Вєтрова[18].
- 9 квітня — перше пленарне засідання 52 сесії Тернопільської обласної ради
- 16 квітня — Всеукраїнською науково-практичною конференцією у краєзнавчому музеї Бережан розпочався «Рік повстанської звитяги» в Тернопільській області[3].

### Травень
- з 1 по 4 травня в лісовому масиві між селами Смига Рівненської області та Антонівці Тернопільської області проходила найбільша в Україні щорічна теренова патріотична гра Гурби-Антонівці, яка у 2015 році була присвячена пам'яті Володимира Гарматія, який неодноразово був учасником гри у попередні роки. На урочистому відкритті організатори гри — представники Молодіжного Націоналістичного Конгресу (МНК), передали його рідним відзнаку «За екстремальні та бойові акції» та «Ідея. Кадри. Боротьба», що присуджуються лише дійсним членам МНК за особливі заслуги[19].
- 8 травня — у Старому Парку біля скульптури «Материнський поклик» відбувся мітинг-реквієм за загиблими у Другій світовій війні. Голова Тернопільської ОДА Степан Барна вручив відзнаки матерям і дружинам героїв-тернопільців Романа Мусія, Михайла Григоришина, Володимира Марусича, Миколи Руснака, які загинули на Сході[20].
- 12 травня — у Центрі Євростудій ТНЕУ відбувся міжнародний круглий стіл за участі Генеральних та Почесних консулів, а також уповноважених представників Генеральних консульств 11 країн з Європи, Азії та Латинської Америки[21].
- 13 травня — Постановою Верховної ради України Бережани набули статусу міста обласного значення[22].
- 15 травня — в Тернопільському академічному обласному драматичному театрі ім. Т. Г. Шевченка відбулася презентація тритомника «Тернопільщина. Історія міст і сіл»[23].
- 21 травня — до Дня вишиванки 350 працівників Тернопільської обласної державної адміністрації та Тернопільської обласної ради встановлено своєрідний рекорд — найбільша кількість державних службовців у вишиванках на одному фото і наймасовіше виконання пісні Олександра Білаша та Дмитра Павличка «Два кольори»[24].
- 27 травня — жалоба за Василем Приймаком[25].
- 29 травня — свято останнього дзвоника.

### Червень
- 11 червня — друге пленарне засідання 52 сесії Тернопільської обласної ради
- 22 червня — у Підволочиську відбулися XXV сільські спортивні ігри[26].

### Липень
- 18–19 липня — Всеукраїнська та молодіжні прощі до Зарваниці.

### Серпень
- 1–2 серпня — в урочищі «Бичова» біля Монастириськ відбувся традиційний «Дзвони Лемківщини».
- 30 серпня — на вимоги закону про декомунізацію в селі Жовтневе Тернопільського району провели голосування щодо нової назви села. З трьох запропонованих назв — Чернелів, Топільче і Соборне — більшість жителів села (102 зі 152, які голосували) вибрали назву Соборне[27].

### Жовтень
- 13 жовтня — в Бучацькій центральній районній клінічній лікарні відкрили відділення гемодіалізу[28].
- 15 жовтня — на своє останнє засідання зібрались депутати п'ятого скликання Тернопільської обласної ради.[29] Сесія, зокрема,
  - прийняла звернення до керівництва держави щодо повернення культових споруд Почаївської лаври до Кременецько-Почаївського історико-архітектурного заповідника[30];
  - прийняла звернення до Верховної Ради про повернення етнічним українцям і представникам національних меншин право мати запис про національність у реєстраційних державних документах[31];
  - заснувала обласну відзнаку — звання «Почесний громадянин Тернопільської області»[32].
- 17 жовтня — відбувся перший офіційний чемпіонат Тернопільської області з картингу на оновленій трасі[33].
- 21 жовтня — у зв'язку з виявленими зайвими бюлетенями на вибори 25 жовтня в друкарні «Терно-граф» 39 депутатів Тернопільської обласної ради зібрались на екстрене засідання, але через відсутність кворуму замість позачергового засідання провели громадське обговорення[34].

### Грудень
- 8 грудня — перша сесія Тернопільської обласної ради шостого скликання. Головою обласної ради обрано Віктора Овчарука[35].

## Особи

### Померли
- 7 січня — військовик 80-ї окремої аеромобільної бригади Володимир Трух (1992—2015), похований у родинному селі Жабинці Гусятинського району[36].
- 19 січня — військовик 80-ї окремої аеромобільної бригади Іван Вітишин (1976—2015)[37].
- 19 січня — військовик 80-ї окремої аеромобільної бригади В'ячеслав Мельник (1988—2015), похований 28 січня у родинному селі Білокриниця Кременецького району[38].
- 20 січня — військовик 24-ї окремої механізованої бригади Василь Борисевич (1966—2015)[39].
- 25 січня — військовик 128-ї гірсько-піхотної бригади Володимир Питак (1979—2015), похований у родинному селі Дарахів Теребовлянського району[40].
- 25 січня — військовик 128-ї гірсько-піхотної бригади Федір Лопацький (1978—2015), похований на Хмельниччині, де проживав[41].
- 27 січня — військовик 80-ї окремої аеромобільної бригади Ігор Римар (1987—2015), похований у родинному селі Трибухівці Бучацького району[42].
- 27 січня — військовик 80-ї окремої аеромобільної бригади Володимир Чеславський (1974—2015)[43].
- 28 січня — військовик 128-ї гірсько-піхотної бригади Дмитро Заплітний (1983—2015), похований у родинному селі Забойки Тернопільського району[44].
- 31 січня — військовик 128-ї гірсько-піхотної бригади Володимир Дідух (1979—2015), похований у родинному селі Вербів Бережанського району[45].
- 31 січня — військовик 15-го окремого гірсько-піхотного батальйону (Ужгород) 128-ї окремої гірсько-піхотної бригади Михайло Григоришин (1990—2015), похований у родинному селі Панівці Бережанського району[46].
- 1 лютого — військовослужбовці 6-го окремого мотопіхотного батальйону 128-ї гірсько-піхотної бригади (раніше 6-й БТО Тернопільської області «Збруч» Назарій Кулинець (1989—2015, с. Млинівці), Вадим Вернигора (1987—2015, с. Дорофіївка), Руслан Чухась (?–2015, м. Гусятин) (1992—2015)[47].
- 13 лютого — боєць 24-го окремого штурмового батальйону ЗСУ «Айдар» Ростислав Якубик (1979—2015), похований у родинному селі Ішків Козівського району[48].
- 24 лютого — предстоятель Української автокефальної православної церкви, уродженець м. Копичинці Мефодій (Кудряков) (1949—2015).
- 11 червня — громадсько-політичний діяч, багаторічний голова Тернопільського обласного товариства політичних в'язнів і репресованих Богдан Когут[49].
- 22 червня — стрілець гірсько-піхотного батальйону 128-ї гірсько-піхотної бригади (Мукачеве) Роман Рущак.

### Призначено, звільнено
- 21 квітня — розпорядженнями Президента України Петра Порошенка:
  - Юрія Горайського звільнено з посади голови Збаразької районної державної адміністрації[50];
  - Віталія Ткачука звільнено з посади голови Кременецької районної державної адміністрації[51];
  - Галину Зелінську звільнено з посади голови Теребовлянської районної державної адміністрації[52];
- 28 квітня — розпорядженнями Президента України Петра Порошенка:
  - Василя Калинюка звільнено з посади голови Бережанської районної державної адміністрації[53];
  - Володимира Петровського призначено головою Бережанської районної державної адміністрації[54];
  - Бориса Шипітку звільнено з посади голови Заліщицької районної державної адміністрації[55];
  - Бориса Шипітку призначено головою Заліщицької районної державної адміністрації[56];
  - Анатолія Качку призначено головою Збаразької районної державної адміністрації[57];
  - Василя Вітрового призначено головою Козівської районної державної адміністрації[58];
  - Сергія Сімчука призначено головою Кременецької районної державної адміністрації[59];
  - Юліана Сіранта призначено головою Лановецької районної державної адміністрації[60];
  - Юрія Головатюка призначено головою Шумської районної державної адміністрації[61];
- 21 травня — розпорядженнями Президента України Петра Порошенка:
  - Людмилу Юзьків призначено головою Борщівської районної державної адміністрації[62];
  - Віталія Фреяка призначено головою Бучацької районної державної адміністрації[63];
  - Ігоря Аніловського звільнено з посади голови Гусятинської районної державної адміністрації[64];
  - Віталія Батога призначено головою Гусятинської районної державної адміністрації[65];
  - Марію Павлік звільнено з посади голови Монастириської районної державної адміністрації[66];
  - Марію Павлік призначено головою Монастириської районної державної адміністрації[67];
  - Руслана Белошицького звільнено з посади голови Підволочиської районної державної адміністрації[68];
  - Бориса Онищука призначено головою Підволочиської районної державної адміністрації[69];
  - Аллу Колодницьку призначено головою Підгаєцької районної державної адміністрації[70];
  - Юрія Ништу призначено головою Теребовлянської районної державної адміністрації[71];
  - Олександра Похилого призначено головою Тернопільської районної державної адміністрації[72];
  - Михайла Сташківа призначено головою Чортківської районної державної адміністрації[73];
- 26 травня — розпорядженнями Президента України Петра Порошенка:
  - Ігоря Яворського звільнено з посади голови Зборівської районної державної адміністрації.[74];
  - Ігоря Яворського призначено головою Зборівської районної державної адміністрації[75];
- 24 грудня — розпорядженням Президента України Петра Порошенка:
  - Віталія Фреяка звільнено з посади голови Бучацької районної державної адміністрації;[76].